# NGC 5500
NGC 5500 est une galaxie elliptique située dans la constellation du Bouvier. Sa vitesse par rapport au fond diffus cosmologique est de 2 045 ± 10 km/s, ce qui correspond à une distance de Hubble de 30,2 ± 2,1 Mpc (∼98,5 millions d'al). NGC 5500 a été découverte par l'astronome germano-britannique William Herschel en 1787.
NGC 5500 est une galaxie dont le noyau brille dans le domaine de l'ultraviolet. Elle est inscrite dans le catalogue de Markarian sous la cote Mrk 806 (MK 806).

## Groupe de NGC 5448
Selon A.M. Garcia, la galaxie NGC 5500 fait partie du groupe de NGC 5448. Ce groupe de galaxies compte au moins neuf membres. Les autres galaxies du groupe sont NGC 5425, NGC 5448, NGC 5477, NGC 5480, NGC 5481, NGC 5520, UGC 9056 et UGC 9083.